# La piel dura
La piel dura (en francés: 'L'Argent de poche'; es una película francesa de 1976 dirigida por François Truffaut sobre la inocencia de los niños y el abuso infantil. 

## Argumento
La película pone en escena niños en la escuela, en su vida diaria a Thiers, así como en colonias de vacaciones.
También vemos la vida de los niños en la escuela al final del curso escolar. La mayoría de los niños viven una vida serena mostrada por la batuta característica de Truffaut, mezclando pequeños hechos, problemas y penas, y sobre todo por los niños, aprendizaje de la relación con los otros, bajo la mirada de los adultos. Diversas escenas tienen lugar en un cine, durante la difusión de actualidades. Uno de ellos vive el horror diario. Al final de la película, este niño, Julien, es salvado de su madre y de su abuela maltratadoras. Es la ocasión para el maestro de evocar su compromiso con los alumnos antes de marchar de vacaciones. Ha escogido enseñar porque él también ha vivido una infancia difícil. La llegada del verano y de la colonia de vacaciones será la ocasión de los primeros amores de Patrick, como un cierre en forma de esperanza.

## Reparto
- Philippe Goldmann: Julien
- Bruno Staab: Bruno
- Georges Desmouceaux: Patrick
- Laurent Devlaeminck: Laurent
- Nicole Félix: la madre de Grégory
- Chantal Mercier: Chantal Petit, Profesora
- Jean-François Stévenin: Jean-François Richet, Profesor
- Virginie Thévenet: Lydie Richet
- Tania Torrens: Nadine Riffle, la peluquera
- Marcel Berbert: El director de la escuela
- René Barnérias: Monsieur Desmouceaux, padre de Patrick
- Sylvie Gresel: Sylvie
- Katy Carayon: la madre de Sylvie
- Jean-Marie Carayon: el pare de Sylvie, inspector de policía
- Annie Chevaldonné: la enfermera
- Francis Devlaeminck: Monsieur Riffle, padre de Laurent
- Michel Dissart: Monsieur Lomay, agente de policía
- Michele Heyraud: Madame Deluca
- Paul Heyraud: Monsieur Deluca
- Jeanne Lobre: la abuela de Julien
- Vincent Touly: el conserje
- Pascale Bruchon: Martine
- Éva Truffaut
- Claudio De Luca: Mathieu
- Franck De Luca: Franck

## Producción
Truffaut había estado recopilando anécdotas sobre niños desde la época de Los 400 golpes. Algunos de los eventos fueron autobiográficos, como su primer beso. En 1972, el guion era solo una sinopsis de diez páginas. En el verano de 1974, Truffaut se tomó más en serio el proyecto y comenzó a desarrollarlo aún más. Él y su coguionista no crearon un guion estándar porque quería tener la libertad de improvisar. En abril de 1975, Truffaut se dedicó a la búsqueda de localizaciones, se instaló en la ciudad de Thiers y luego comenzó el casting. El rodaje duró desde el 17 de julio hasta octubre de ese mismo año. El montaje inicial era de tres horas.

## Público y crítica

### Taquilla
Es considerada una de las películas más taquilleras de Truffaut. Solo Los 400 golpes y El último metro fueron más populares que esta. También fue muy popular en otros países como Estados Unidos, Alemania, Escandinavia y Japón. De hecho, es la 17º película más popular del en Francia.

### Crítica
Cuando se presentó La piel dura, recogió en seguida el beneplácito de la crítica. Fue nominada a los Globos de Oro para la mejor película en habla no inglesa. Vincent Canby, escribiendo para New York Times, dijo que la película era una original original obra mayor con temas menores y Pauline Kael la describe como 'esa rareza, una comedia poética que es muy divertida'. Roger Ebert la nombró como una de las favoritas del año, llamándola una "película mágica" y destacó la escena del alféizar de la ventana como "Truffaut en su mejor momento'. Leonard Maltin le dio cuatro estrellas y la llamó como 'sabia, ingeniosa y perceptiva'.
El film entró en el concurso oficial de la Festival de Cine de Berlín de 1976 donde ganó el Oso de Plata-Premio Especial del Jurado.